# Велоспорт на літніх Олімпійських іграх 2024 — командний спринт (чоловіки)
Змагання з велоспорту на треку в командному спринті серед чоловіків на літніх Олімпійських іграх 2024 відбулися 5 і 6 серпня на Національному велодромі.

## Розклад
Вказано центральноєвропейський час (UTC+2)
| Дата     | Час   | Раунд        |
| -------- | ----- | ------------ |
| 5 серпня | 19:09 | Кваліфікація |
| 6 серпня | 18:59 | Перший раунд |
| 6 серпня | 19:55 | Фінали       |

## Результати

### Кваліфікація
| Місце | Країна                                                           | Час    | Відставання | Нотатки |
| ----- | ---------------------------------------------------------------- | ------ | ----------- | ------- |
| 1     | Нідерланди (NED) Рой ван ден Берг Гаррі Лаврейсен Джефрі Гогланд | 41.279 |             | OR      |
| 2     | Велика Британія (GBR) Ед Лав Гаміш Тернбулл Джек Карлін          | 41.862 | +0.583      |         |
| 3     | Австралія (AUS) Лей Гоффман Метью Річардсон Метью Ґлетцер        | 42.072 | +0.793      |         |
| 4     | Японія (JPN) Йошітаку Наґасако Кайя Ота Юта Обара                | 42.174 | +0.895      |         |
| 5     | Франція (FRA) Флоріан Гренгбо Себастьєн Віж'є Раян Еляль         | 42.267 | +0.988      |         |
| 6     | Китай (CHN) Ґо Шуай Чжоу Юй Лю Ці                                | 42.606 | +1.327      |         |
| 7     | Німеччина (GER) Лука Шпіґель Штефан Боттічер Максіміліан Дернбах | 43.009 | +1.730      |         |
| 8     | Канада (CAN) Тайлер Рорк Нік Ваммес Джеймс Геджкок               | 43.905 | +2.626      |         |

### Перший раунд
| Заїзд | Місце | Країна                                                           | Час    | Нотатки |
| ----- | ----- | ---------------------------------------------------------------- | ------ | ------- |
| 1     | 1     | Франція (FRA) Флоріан Гренгбо Себастьєн Віж'є Раян Еляль         | 42.376 | QB      |
| 1     | 2     | Японія (JPN) Кайя Ота Юта Обара Йошітаку Наґасако                | 42.569 |         |
| 2     | 1     | Австралія (AUS) Метью Ґлетцер Метью Річардсон Лей Гоффман        | 42.336 | QB      |
| 2     | 2     | Китай (CHN) Ґо Шуай Чжоу Юй Лю Ці                                | 42.635 |         |
| 3     | 1     | Велика Британія (GBR) Джек Карлін Гаміш Тернбулл Ед Лав          | 41.819 | QG      |
| 3     | 2     | Німеччина (GER) Максіміліан Дернбах Лука Шпіґель Нік Шретер      | 42.348 |         |
| 4     | 1     | Нідерланди (NED) Рой ван ден Берг Гаррі Лаврейсен Джефрі Гогланд | 41.191 | QG, WR  |
| 4     | 2     | Канада (CAN) Нік Ваммес Тайлер Рорк Джеймс Геджкок               | 43.666 |         |

### Фінальна частина
| Місце                    | Країна                                                           | Час    | Нотатки |
| ------------------------ | ---------------------------------------------------------------- | ------ | ------- |
| Фінал за золоту медаль   |                                                                  |        |         |
| 1                        | Нідерланди (NED) Джефрі Гогланд Гаррі Лаврейсен Рой ван ден Берг | 40.949 | WR      |
| 2                        | Велика Британія (GBR) Джек Карлін Ед Лав Гаміш Тернбулл          | 41.814 |         |
| Фінал за бронзову медаль |                                                                  |        |         |
| 3                        | Австралія (AUS) Метью Ґлетцер Лей Гоффман Метью Річардсон        | 41.597 |         |
| 4                        | Франція (FRA) Флоріан Гренгбо Раян Еляль Себастьєн Віж'є         | 41.993 |         |
| Фінал за 5-те місце      |                                                                  |        |         |
| 5                        | Японія (JPN) Йошітаку Наґасако Юта Обара Кайя Ота                | 42.078 |         |
| 6                        | Німеччина (GER) Максіміліан Дернбах Нік Шретер Лука Шпіґель      | 42.280 |         |
| Фінал за 7-ме місце      |                                                                  |        |         |
| 7                        | Китай (CHN) Ґо Шуай Лю Ці Чжоу Юй                                | 42.532 |         |
| 8                        | Канада (CAN) Джеймс Геджкок Тайлер Рорк Нік Ваммес               | 43.944 |         |